# L'Huître et les Plaideurs ou le Tribunal de la chicane
Pour l’article homonyme, voir L'Huître et les Plaideurs.
L'Huître et les Plaideurs ou le Tribunal de la chicane est un opéra-comique en un acte de Michel-Jean Sedaine, inspirée de la fable de Jean de La Fontaine, musique de Philidor, représenté pour la première fois à la foire Saint-Laurent le 17 septembre 1759.